# Galanolakton
A galanolakton egy diterpenoid lakton. Megtalálható a természetben a gyömbérben (eredetileg ebből állították elő) és a galangálban. Acetonban oldódik, ezzel vonható ki a gyömbérből. Gátolja az 5-HT3 (szerotonin)receptort.

## Fordítás
Ez a szócikk részben vagy egészben  a   Galanolactone című angol Wikipédia-szócikk fordításán alapul.  Az eredeti cikk szerkesztőit annak laptörténete sorolja fel. Ez a jelzés csupán a megfogalmazás eredetét és a szerzői jogokat jelzi, nem szolgál a cikkben szereplő információk forrásmegjelöléseként.